# Fyen Rundt 2025
Il Fyen Rundt 2025, centoquindicesima edizione della corsa, valevole come evento dell'UCI Europe Tour 2025 categoria 1.2, si svolse il 4 maggio 2025 su un percorso di 188,0 km con partenza ed arrivo a Middelfart in Danimarca. La vittoria fu appannaggio del danese Daniel Stampe, il quale completò il percorso in 4h16'58" alla media di 43,897 km/h precedendo i connazionali Morten Nørtoft e Rasmus Søjberg Pedersen.
Accreditati alla partenza 164 ciclisti, dei quali 142 completarono la gara.

## Squadre e ciclisti partecipanti
| N.      | Cod. | Squadra                         |
| ------- | ---- | ------------------------------- |
| 1-6     |      | Team CO:PLAY-Giant Store        |
| 11-16   | DNK  | Danimarca                       |
| 21-26   | TCR  | Team Coop-Repsol                |
| 31-36   |      | Giant Store Assen-NWVG CT       |
| 41-46   | PHV  | Parkhotel Valkenburg            |
| 51-56   |      | Team Ringerikskraft             |
| 61-66   | DCC  | Diftar Continental Cyclingteam  |
| 71-75   | EKA  | Elkov-Kasper                    |
| 81-86   |      | Wielerploeg Groot Amsterdam     |
| 91-96   |      | Team Odense                     |
| 111-116 | MSA  | Motala AIF Continental          |
| 121-126 | LCT  | Lillehammer CK Continental Team |
| 131-135 |      | Swatt Club                      |
| 141-145 | RRN  | Rembe–Rad-Net Pro CT            |

| N.      | Cod. | Squadra                          |
| ------- | ---- | -------------------------------- |
| 151-156 | GSH  | Airtox-Carl Ras                  |
| 161-166 | BPC  | BHS-PL Beton Bornholm            |
| 171-176 | TCQ  | Team ColoQuick                   |
| 181-186 |      | CeramicSpeed Aros FH CK E        |
| 191-196 |      | Aalborg-Sparekassen DNK          |
| 201-206 | LUC  | Lucky Sport Cycling Team         |
| 211-216 | TMC  | Team Give Steel-2M Cycling Elite |
| 221-226 | XSU  | X-Speed United Continental       |
| 231-236 | QPT  | Quick Pro Team                   |
| 241-246 | DKB  | Dukla Banská Bystrica            |
| 251-256 |      | Team Cranks                      |
| 261-266 |      | Reffen Tscherning Elite C.       |
| 271-275 |      | Raptor Factory Racing            |
| 281-286 | ATT  | Att Investments                  |

## Ordine d'arrivo (Top 10)
| Pos. | Corridore               | Squadra    | Tempo    |
| ---- | ----------------------- | ---------- | -------- |
| 1    | Daniel Stampe           | BHS        | 4h16'58" |
| 2    | Morten Nørtoft          | ColoQuick  | a 4"     |
| 3    | Rasmus Søjberg Pedersen | Danimarca  | a 5"     |
| 4    | Marceli Bogusławski     | ATT        | a 7"     |
| 5    | Karsten Larsen Feldmann | Coop       | a 9"     |
| 6    | Thor Vangsø Nielsen     | Aalborg    | s.t.     |
| 7    | Halvor Utengen Sandstad | Coop       | s.t.     |
| 8    | Kasper Andersen         | Swatt Club | s.t.     |
| 9    | Jesper Rasch            | Parkhotel  | s.t.     |
| 10   | Mads Schulz Jørgensen   | CO:PLAY    | s.t.     |